# Gabiomaro
Gabiomaro (latino Gabiomarus; Slovacchia, prima del 185? – Pannonia, 214) è stato un principe e condottiero della popolazione dei germani suebi della tribù dei Quadi.

## Biografia

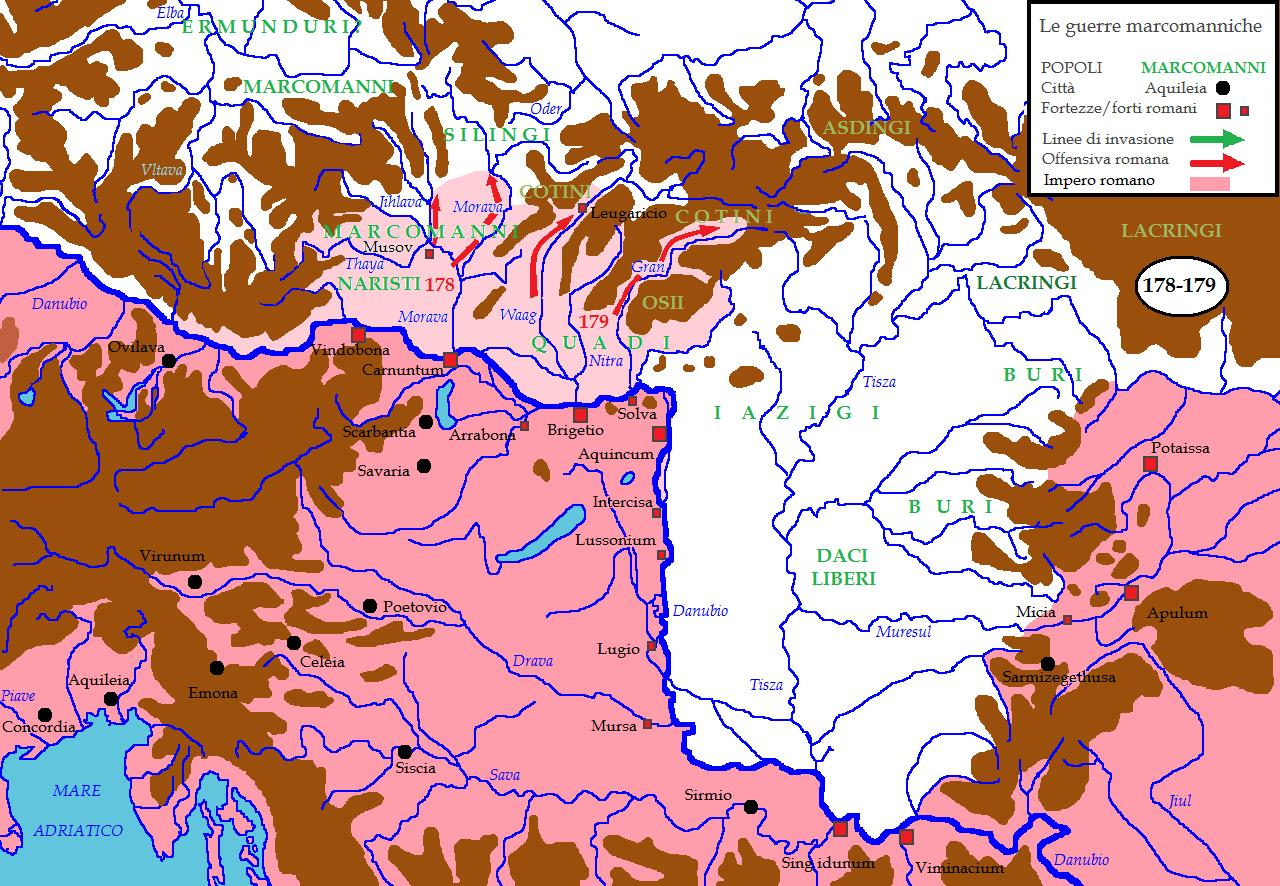
Il popolo dei Quadi di Gabiomaro, ai tempi delle guerre marcomanniche.

Conosciamo il nome di questo re dei Quadi, in seguito agli eventi che si verificarono nella primavera del 214, quando Caracalla partì per il fronte pannonico, dove, all'inizio dell'anno o in quello precedente, si erano verificate nuove incursioni tra Brigetio ed Aquincum da parte di Quadi e sarmati Iazigi. L'imperatore, in seguito a questi eventi, nel tentativo di cercare di mantenere inalterata la situazione clientelare lungo il Danubio, se da un lato era riuscito a convincere i Marcomanni della Moravia a muover guerra contro i vicini Vandali (che si trovavano più a nord e si stavano dimostrando da qualche tempo particolarmente ostili,), non altrettanto successo ottenne con i Quadi dell'attuale Slovacchia. Questi ultimi, con l'aggravante di aver disatteso in modo grave ad un trattato di alleanza ormai trentennale con l'Impero romano (alleanza costituitasi fin dai tempi delle guerre marcomanniche di Marco Aurelio e Commodo), furono attaccati ed il loro re, un certo Gabiomaro, forse anche per la  resistenza che aveva continuato ad opporre, fu messo a morte dal giovane Princeps, Caracalla. Con la fine di Gabiomaro, Caracalla riuscì prima ad isolare i sarmati Iazigi, alleati dei Quadi, e poi a batterli separatamente, assumendo per questi successi l'appellativo di Sarmaticus. In seguito a questi eventi il Princeps operò una nuova divisione amministrativa/militare nell'ambito dell'area pannonica, attribuendo all'amministrazione della Pannonia inferiore anche la fortezza legionaria di Brigetio. In questo modo entrambe le Pannonie potevano disporre di due legioni ciascuna.

### Fonti primarie
- Historia Augusta, Caracalla e Geta.
- Cassio Dione Cocceiano, Storia romana, LXXVII.
- Erodiano, Storia dell'Impero dopo Marco Aurelio.

### Fonti secondarie
- (EN) András Mócsy, Pannonia and Upper Moesia, Londra, 1974.
- Giuseppe Dobiaš, Il limes romano nelle terre della Repubblica Cecoslovacca, vol.VIII, Roma, Istituto Studi Romani, 1938.